# Ranaghat
Ranaghat (bengalisch রাণাঘাট) ist eine Stadt im indischen Bundesstaat Westbengalen.
Die Stadt gehört zum Distrikt Nadia. Ranaghat hat den Status einer Municipality. Die Stadt ist in 19 Wards (Wahlkreise) gegliedert.

## Demografie
Die Einwohnerzahl der Stadt liegt laut der Volkszählung von 2011 bei 75.365 und die der Metropolregion bei 234.499. Ranaghat hat ein Geschlechterverhältnis von 986 Frauen pro 1000 Männer und damit einen für Indien üblichen Männerüberschuss. Die Alphabetisierungsrate lag bei 93,2 % im Jahr 2011. Knapp 97 % der Bevölkerung sind Hindus, ca. 2 % sind Muslime und ca. 1 % gehören einer anderen oder keiner Religion an. 6,7 % der Bevölkerung sind Kinder unter 6 Jahren. Bengali ist die Hauptsprache in und um die Stadt.

## Infrastruktur
Es ist einer der wichtigsten Eisenbahnknotenpunkte des Eisenbahnabschnitt Sealdah-Murshidabad. Der Maitree-Express, der Kolkata und Dhaka verbindet, fährt durch Ranaghat. Er wurde 2008 wieder in Betrieb genommen.

## Söhne und Töchter
- Nirmol Vincent Gomes (* 1959), römisch-katholischer Ordensgeistlicher, Bischof von Krishnagar